# Don Quijote (1884)
Don Quijote fue una revista argentina dedicada al humor gráfico político fundada por el dibujante y periodista Eduardo Sojo cuyo primer número apareció el 16 de agosto de 1884 y dejó de publicarse el 1 de noviembre de 1905.

## Historia

### Don Quijote
La revista fue contemporánea de otras publicaciones de la misma índole como El Mosquito y precursora de publicaciones de importancia como Caras y Caretas, que contó con la colaboración de dibujantes y escritores que habían trabajado en Don Quijote.
Fue una de las precursoras en el uso de la caricatura como herramienta crítica del gobierno y en defensa de los derechos del pueblo. Fue por esto que la revista sufrió constantes presiones, persecuciones y censuras de parte de los gobernantes de la época. 

#### Don Quijote Oriental
Don Quijote Oriental fue la versión publicada en Uruguay entre los años 1887 y 1888. La publicación editada en Montevideo era semanal, saliendo todos los sábados. Hacia 1891 la revista incluía una sección llamada Cosas Uruguayas, cuyo contenido era presentado por Maese Nicolás.

### Don Quijote Moderno
En el año 1903 Sojo decidió interrumpir la publicación de Don Quijote y en su lugar sacó una publicación renovada y renombrada Don Quijote Moderno. Sojo figuraba como director mientras que la propietaria era Ascensión Blasco de S., posiblemente la esposa de Eduardo. La revista tenía un formato de 23 x 25 cm y tenía frecuencia semanal, se publicaba todos los jueves. El estilo mantenía la línea crítica de su predecesora. En 1904 se sumó al personal de la revista Manuel Redondo, encargado de dibujar la página central junto a Demócrito.

## Colaboradores
- Eduardo Sojo, bajo el seudónimo de Demócrito.
- Manuel Mayol, quién firmaba sus trabajos con el alias Heráclito.
- Manuel Redondo, incorporado al Don Quijote Moderno en 1904.